# 榕屬
榕屬，又名無花果屬，是桑科內的其中一屬也是無花果族（學名：Ficeae）的唯一屬，內裡包含近800種的樹木、灌木及藤本植物等。它們原為熱帶雨林的原生品種，但也有部份延伸至暖溫帶，常被統稱為榕樹。其中一種最廣為人知的品種就是無花果（F. carica）。前者被當作水果而廣泛種植的溫帶物種，原產於中亞和地中海地區（從阿富汗 葡萄牙）。許多其他品種的果實也是可供食用，是野外求生中常當為應急食品的食物，也是野生動物們的大餐。榕屬植物也在文化方面或是實用性上有相當關聯。

## 特徵

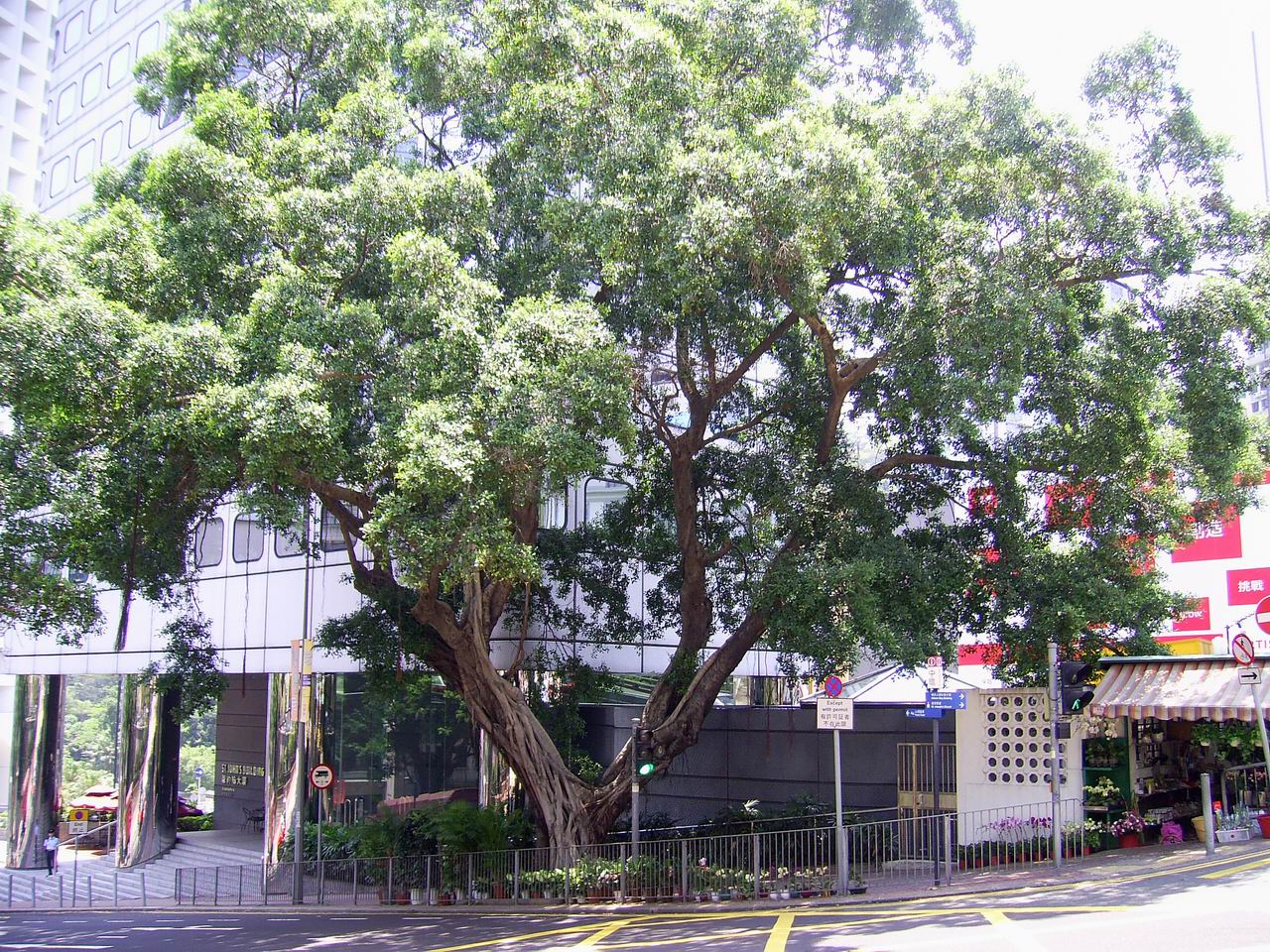
正榕（Ficus microcarpa）

本屬是在生態圈中包含喬木、灌木和藤本，型態變化大的一屬。大部分為常綠，但有些落葉品種會攀附在喬木到高處以得到陽光。本屬植物因其特殊的隱頭花序和與榕果小蜂型成的特殊授粉系統而容易辨認。
要在眾多在本屬植物分辨出是哪種是很困難，但分辨本屬植物與其他植物卻是相當容易。有些具有氣根和獨特的型態和習性，它們的果實也很容易辨認。本屬植物的果實其實是一種閉鎖的花序，也被稱為隱頭花序，甕狀結構中佈滿了本屬植物真正的小花。其特別的授粉系統是藉由一種微小且高度特化的蜂，即榕果小蜂進入這些半封閉的花序產卵時同時也完成授粉程序，此舉也令生物學家驚異，認為是自然界中的奇蹟。最後，它們都各自擁有一些共同植物特徵。所有榕屬植物皆有白色且乾燥後會呈黃色的汁液（乳膠），有些含量甚至更豐富。嫩枝皆有一對托葉或是形成托葉鞘保護嫩枝直到脫落。而且在葉片基部的側邊葉脈呈現斜狀，且和其他側邊葉脈不同的是與中央葉脈呈現銳角，此特徵也被稱為"三脈葉"（tri-veined）。
本屬植物並沒有很明確的化石留存。但是，目前的分子時鐘估計說明本屬是至少存在6千~8千萬年，相當古老的一屬。現存的主要物種的輻射適應也許已經發生在最近的2千到4千萬年。
一些在本屬較為人熟悉的物種，像是無花果，是一種小型溫帶落葉樹。其葉是在藝術雕刻和圖樣上廣為人知的重點部位遮蔽物。垂榕 （F. benjamina）在其葉片上具有長而下垂的葉尖以適應熱帶雨林的環境。葉面粗糙的糙葉榕（Ficus irisana）分布在印度尼西亞、台灣島、琉球群島、菲律賓等地。薜荔 （F. pumila）是一種具有小且硬質葉片的藤本植物， 可攀爬於石頭或花園圍牆上形成綠色的毯子美化環境。此外，具有許多特徵的榕屬植物在生物地理學中不同區域上經歷了輻射適應造就了相當高程度的初級多樣性。在此，在某些森林中，榕屬植物的廣泛分布是相當平常的。在亞洲能夠發現70種甚至更多的本屬植物。

## 生態和運用

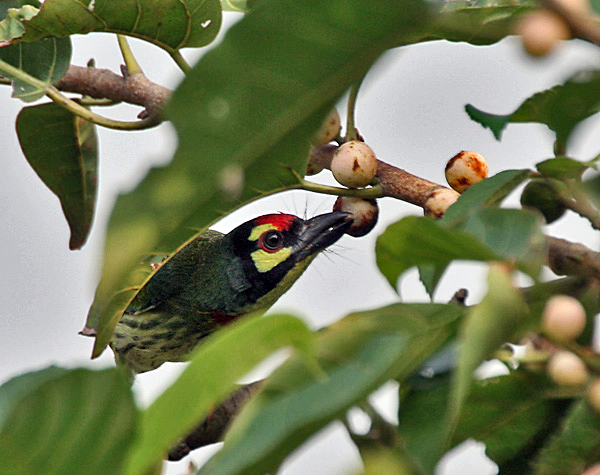
赤胸擬啄木取食綠黃葛樹 （Ficus virens） 果實

榕屬植物是許多 雨林 生物圈的關鍵物種。它的果實是食果動物的關鍵糧食。包含了果蝠、卷尾猴、長尾葉猴和白眉猴。甚至對某些鳥類更為重要，像是亞洲擬啄木、鴿子、犀鳥、無花果鸚鵡和夜鶯為代表類群，經常棲息於佈滿果實的榕屬植物樹上。也是許多鱗翅目 毛毛蟲的食草，例如紫斑蝶、金斑蝶 （Danaus chrysippus）、Papilio cresphontes、尖翅弄蝶 （Badamia exclamationis）、南方錁夜蛾、偽捲蛾和曲鬚蛾。星天牛 （Anoplophora chinensis）的幼蟲取食於木頭，也包含了榕屬植物。成為榕屬植物的頭號害蟲。相似的，甘薯粉虱 （Bemisia tabaci）也容易在盆栽中的榕屬植物被發現，在輸出這些植物至其他區域時而廣泛分布。

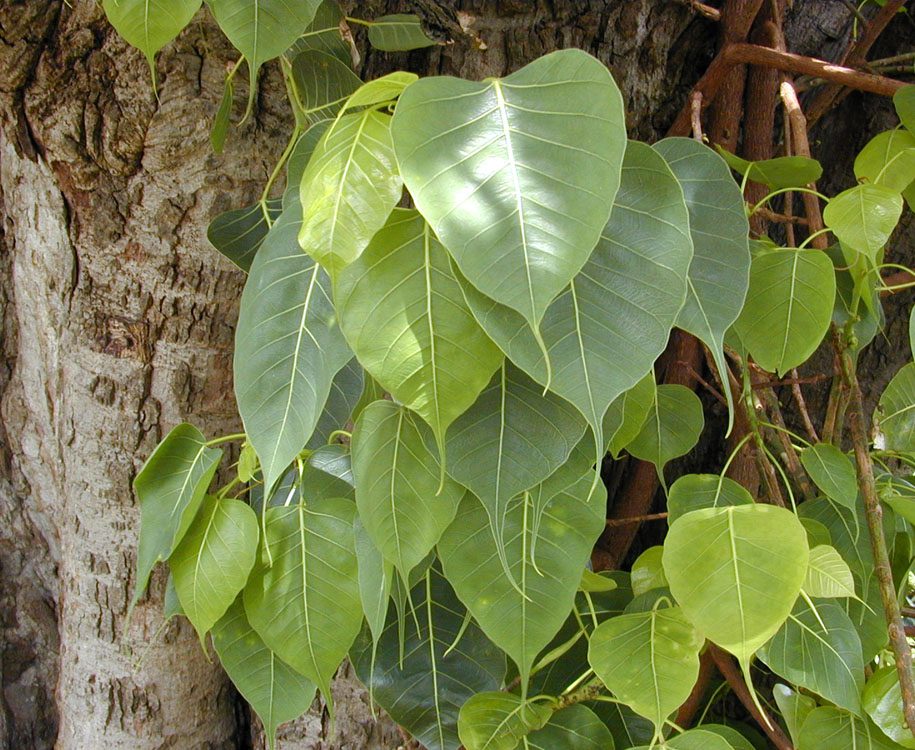
菩提樹的葉片 （F. religiosa）

榕屬植物的木頭質地是軟的且去除乳膠之後有許多用途。在古埃及就被用來製作木乃伊棺木。某些榕屬植物（主要是F. cotinifolia、 F. insipida和F. padifolia） 在中美洲被傳統的使用在製造"墨西哥樹皮紙"上（納瓦特爾語: āmatl）。"納塔爾榕" （Ficus natalensis）也在烏干達被製成樹皮衣使用。菩提樹 （F. religiosa）的葉型也在柬埔寨影響形成當地建築上獨有的元素 ─ Kbach浮雕。垂葉榕 （F. benjamina）和印度橡膠樹 （F. elastica）被美國太空總署清淨空氣研究中認為是相當強力的空氣清潔植物。孟加拉榕 （F. bengalensis）和印度橡膠樹等其他物種也被當成草藥使用。

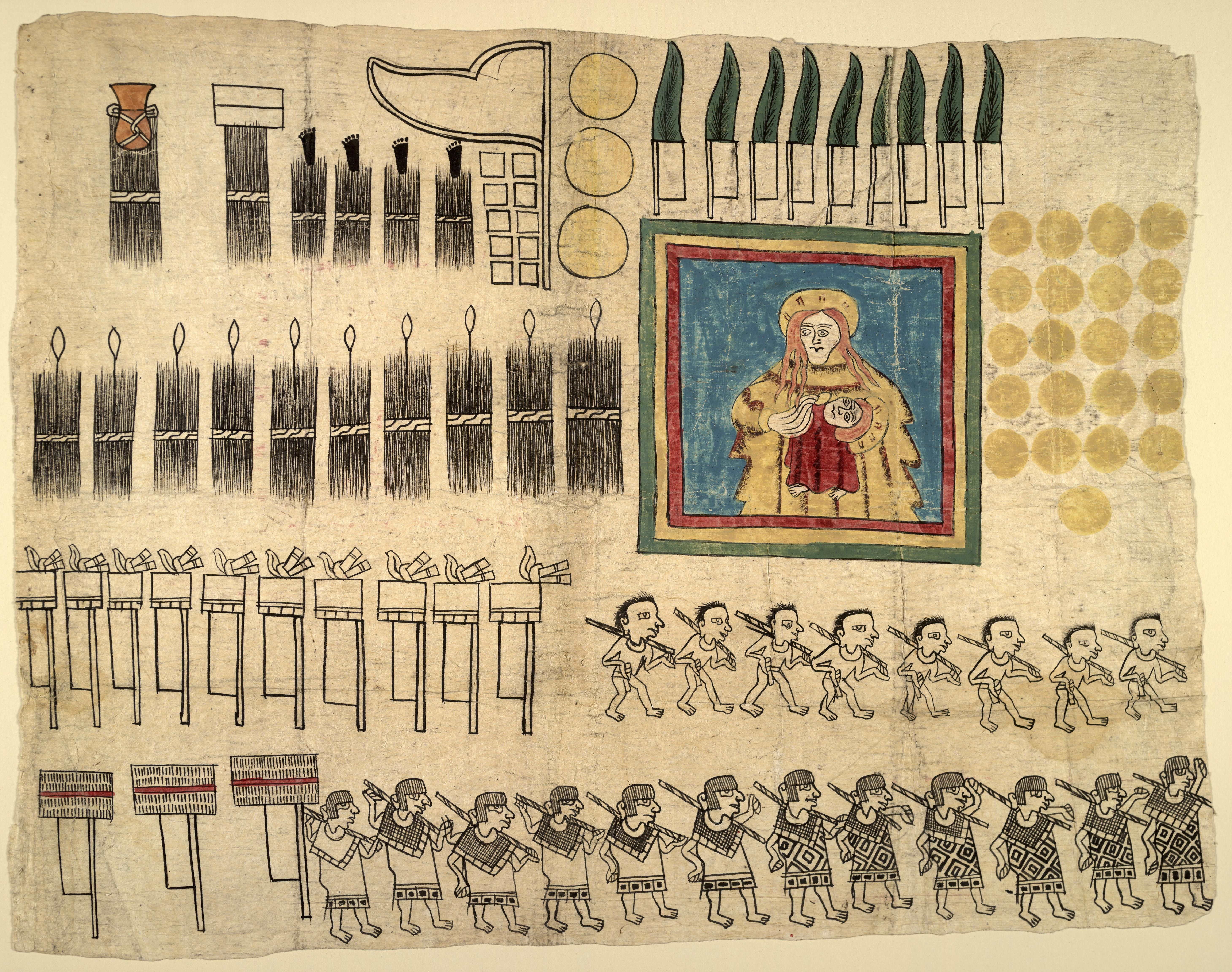
撰寫於"墨西哥樹皮紙"的墨西哥Huexotzinco Codex（墨西哥土著以圖像敍事的法律文件）

榕屬植物在一些人類文明上有突出的象徵。這些物種即是證據，尤其是無花果 （F. carica）和西克莫無花果 （F. sycomorus）可能在中東第一種被刻意種植的果樹，已有11,000年之久。9樣在吉甲 I （位於下約旦河谷，耶利哥北方13公里處）村莊挖掘到的早新石器時代無花果半化石距離現今大約有9400–9200年之久。因此以前的農民已經發現這些植物是單性結實的類型。這次發現比在幾百年前中東穀物的種植更早。

## 文化和宗教象徵性
本屬植物於宗教傳統有深深的文化影響。其中最著名的即是菩提樹（Ficus religiosa）和孟加拉榕（Ficus benghalensis）。目前已知存活最老的樹為斯里蘭卡阿努拉德普勒市的聖菩提樹，由帝沙王（Tissa）在西元前288年種植。無花果是伊斯蘭教兩種聖樹之一，在古蘭經其中一篇蘇拉即命名為"At-Tin"（سوره تین，無花果之意），在東亞，榕屬植物在佛教、印度教和耆那教皆有一定地位。佛祖一向被認為是在菩提樹（F. religiosa）下悟道。菩提樹同樣被印度教認為是Ashvastha，即世界樹。Plaksa Pra-sravana 是指菩提樹佈滿於傳說中的薩拉斯瓦蒂河上游，雖然被聲稱是菩提樹但更有可能是波葉榕 （Ficus infectoria）。無花果樹被記載於聖經創世紀 3:7，亞當和夏娃以無花果樹葉覆蓋身體。無花果也是被列為樂土（迦南）上的食物之一，根據摩西律法 （申命記 8 章）. 耶穌斥責不生果實的無花果樹。（Mark 11:12–14）無花果也在古老的賽普勒斯被認為是豐收的象徵。

## 無花果與授粉

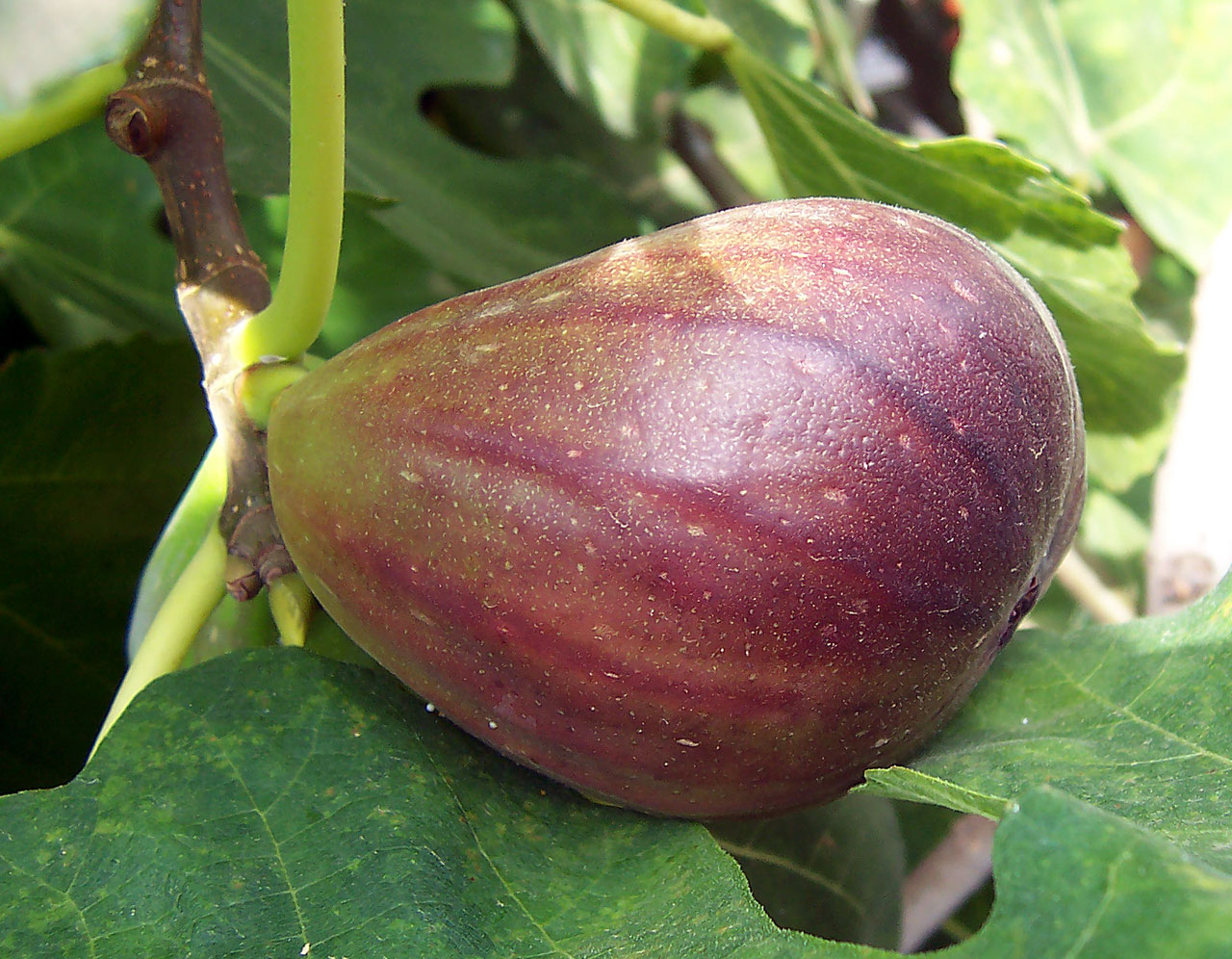
無花果的隱頭果

許多植物因果實而被刻意種植，特別是無花果有更多樣的用途。此外，無花果是一種重要的食物和傳統藥材，富含瀉藥的成份、類黃酮、糖、維他命A和C、酸和酵素。然而也是一種過敏原，汁液對眼睛有嚴重刺激性。無花果是一種假果或多花聚合果，無數的花和種子皆生長於同一花托。
同樣也是桑科中的臭桑屬，型態也是在一花托上佈滿花和種子， 但不同的是其花托為平面圓盤狀、不閉鎖。
根據品種的不同，每顆無花果果實可能包含了幾百到幾千顆種子。

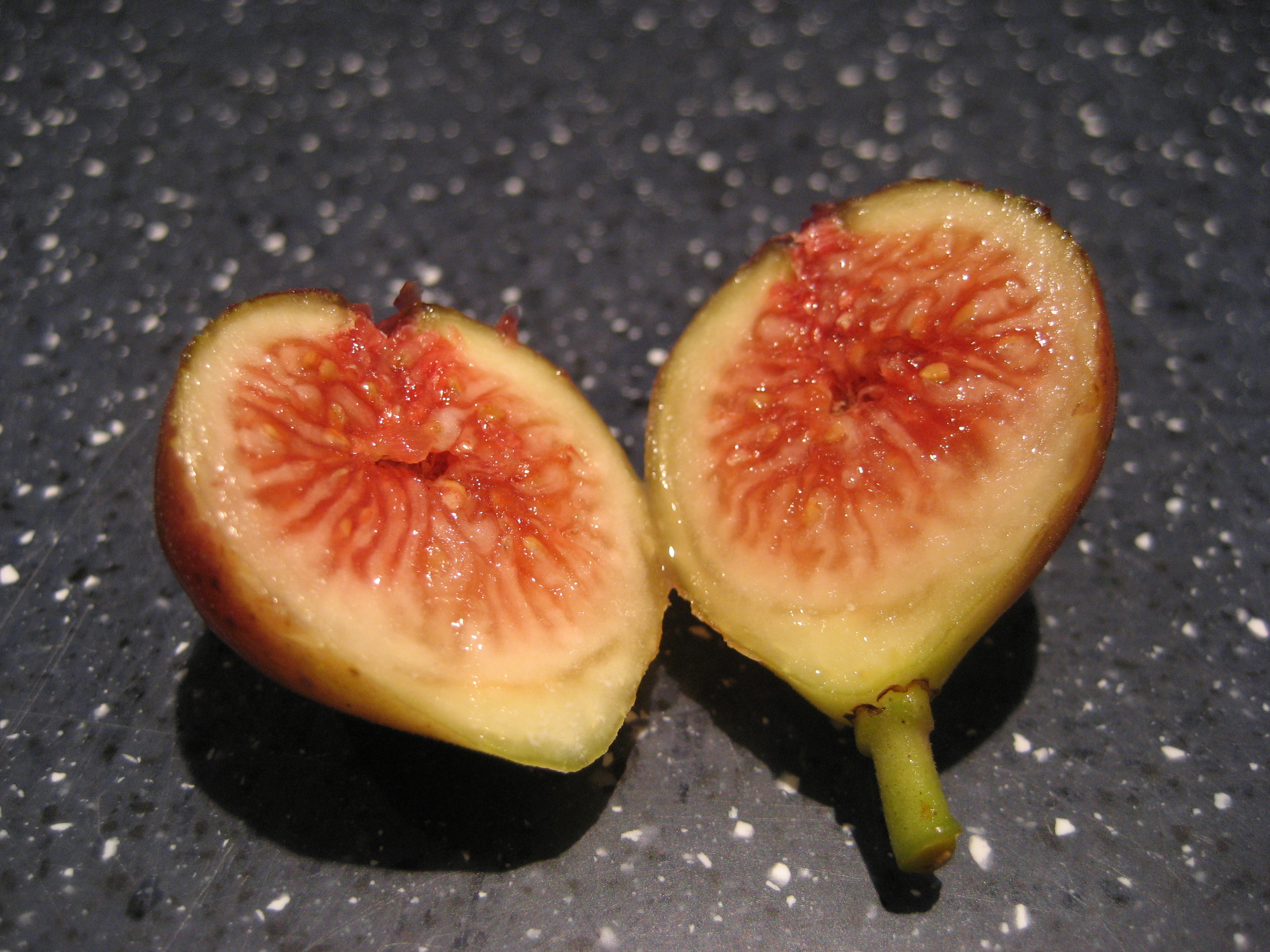
土耳其無花果剖面

無花果的 "果實"是一種花序的變形。其中內部中佈滿了小花且肉質花托接近閉鎖。而無花果真正的花必須切開才看的到。英文中無花果稱做Fig 。在孟加拉稱無花果為dumur，緣自一句諺語：tumi jeno dumurer phool hoe gele （"你就像dumur花一般消失不見"）
隱頭果型狀為壺狀且外面有一小孔令授粉動物得以進入。藉由榕果小蜂爬入開口尋找合適的產卵地點時傳粉。若沒有授粉者無花果將無法形成種子。反過來花朵也提供榕小蜂下一代安全的孵育場所，形成了共演化的關係。技術上來說，在許多成熟的隱頭果中，其中之一會是雌花果 — 當你打開未成熟的隱頭果，裡面的雌花會帶有絲狀花柱，裡面都帶有一顆種子。
榕屬植物有些是雌雄同株（皆為兩性株）或雌性異株（兩性株和雌性株）。
大半的榕屬植物為雌性異株，這些物種的花序 （隱頭果） 有些為單一、具有長花柱的雌花，有些則為短花柱雌花和雄花混合。長花柱的雌花是為了避免榕小蜂在胚珠內產卵而是產卵在短花柱的雌花。
原產在美洲大陸的榕屬植物為雌雄同株，像是孟加拉榕 （F. benghalensis）、垂葉榕 （F. benjamina）、印度橡膠樹 （F. elastica）, 琴葉榕 （F. lyrata）、澳洲大葉榕 （F. macrophylla）、正榕 （F. microcarpa）、菩提樹 （F. religiosa）和西克莫無花果 （F. sycomorus）。
另一方面無花果（Ficus carica）卻是雌性異株，像是Ficus aspera、象耳榕 （F. auriculata）、三角榕（Ficus deltoidea）、Ficus pseudopalma、薛荔 （F. pumila）等物種。
無花果的兩性株被稱為"不可食無花果"或原生無花果，傳統上在地中海區域皆被當成山羊 （Capra aegagrus）的食物。而無花果的雌株，雄花是萎縮退化的，只型成"可食無花果"。榕小蜂只生長於無花果的兩性株上，因為雌株的雌花柱太長以致於榕小蜂無法產卵。儘管如此，傳粉的小蜂依然帶來兩性株的花粉。小蜂死亡時榕果內會釋放酵素（無花果蛋白酶）分解小蜂。目前尚未發現榕小蜂攜帶對人類有害的疾病。
當兩性果成熟時，其他兩性果也準備要授粉。在溫帶地區，榕小蜂會在隱頭果渡冬，以等待不同的收成順序。無花果每年可收成三次不可食無花果，收成二次可食無花果。第一批 （breva）。產生的果實稱做olynth。有些單性品種的無花果並不需要兩性株和榕小蜂授粉，依然會產生一批無花果（就算是不孕的）。
每種榕屬植物會有其相應的榕小蜂負責授粉，若種植於原生地過遠的物種可說幾乎不孕。例如在夏威夷，有60種榕屬植物被引進，但被引進的榕小蜂只有四種，所以只有和榕小蜂配對的物種才能形成種子。這就是互利共生的最佳例子。
榕屬植物與它們專屬的榕小蜂如此密切的關聯，其一對一傳粉的比率相當高令科學家們認為榕屬植物和榕小蜂是共演化的明確例子。其型態和繁殖行為的證據，像是榕屬植物和榕小蜂幼蟲的成熟週期相對應，已被此假說引用數年之久。另外，最近的遺傳分子分析顯示兩種類群的型態發生學和物種進化彼此有相當緊密的關連。

## 下属物种
本属包括以下物种：
- 石榕树 Ficus abelii Miq.
- 高山榕 Ficus altissima Blume
- 菲律宾榕 Ficus ampelos Burm.fil.
- 环纹榕 Ficus annulata Blume
- 橙黄榕 Ficus aurantiaca Hook.f., 1888
- 大果榕 Ficus auriculata Lour.
- 北碚榕 Ficus beipeiensis
- 黄果榕 Ficus benguetensis Merr.
- 垂叶榕 Ficus benjamina Wall., 1831
- 长叶榕 Ficus binnendijkii
- 草原榕 Ficus burtt-davyi
- 龙州榕 Ficus cardiophylla
- 无花果 Ficus carica
- 大叶赤榕 Ficus caulocarpa
- 柳叶榕 Ficus celebensis
- 硬皮榕 Ficus callosa
- 沙坝榕 Ficus chapaensis
- 纸叶榕 Ficus chartacea
- 雅榕 Ficus concinna
- 版纳榕 Ficus cornelisiana [15]
- Ficus crassifolia
- 糙毛榕 Ficus cumingii
- 钝叶榕 Ficus curtipes
- 革叶榕 Ficus cyathistipula
- 歪叶榕 Ficus cyrtophylla
- 大明山榕 Ficus daimingshanensis
- 金钱榕 Ficus deltoidea
- Ficus desertorum B.C.Wilde & R.L.Barrett[16]
- Ficus diltoidea
- 定安榕 Ficus dinganensis
- 枕果榕 Ficus drupacea
- 印度榕 Ficus elastica
- 矮小天仙果 Ficus erecta
- 黄毛榕 Ficus esquiroliana
- 线尾榕 Ficus filicauda
- 水同木 Ficus fistulosa
- 台湾榕 Ficus formosana
- 金毛榕 Ficus fulva
- 扶绥榕 Ficus fusuiensis
- 冠毛榕 Ficus gasparriniana
- 曲枝榕 Ficus geniculata
- 大叶水榕 Ficus glaberrima
- 广西榕 Ficus guangxiensis
- 贵州榕 Ficus guizhouensis
- 藤榕 Ficus hederacea
- 尖叶榕 Ficus henryi
- 异叶榕 Ficus heteromorpha
- 尾叶榕 Ficus heteropleura
- 山榕 Ficus heterophylla
- 粗叶榕 Ficus hirta
- 对叶榕 Ficus hispida
- 大青树 Ficus hookeriana
- 糙叶榕 Ficus irisana
- 壶托榕 Ficus ischnopoda
- 景宁榕 Ficus jingningensis
- Ficus kerkhovenii
- Ficus kochummeniana
- Ficus koutumensis
- 滇缅榕 Ficus kurzii
- 光叶榕 Ficus laevis
- 青藤公 Ficus langkokensis
- 大琴叶榕 Ficus lyrata
- 瘤枝榕 Ficus maclellandii
- 榕树 Ficus microcarpa
- 澳洲大叶榕 Ficus macrophylla
- 墨脱榕 Ficus motuoensis Zhen Zhang & Hong Qing Li[17][18]
- Ficus microtrivia J. Huang et Z. K. Zhou, 2018[19]
- 山地榕 Ficus montana
- 那坡榕 Ficus napoensis
- 南美榕 Ficus natalensis
- 森林榕 Ficus neriifolia
- 九丁榕 Ficus nervosa
- 苹果榕 Ficus oligodon
- 直脉榕 Ficus orthoneura
- 卵叶榕 Ficus ovatifolia
- 白面榕 Ficus palmeri
- 琴叶榕 Ficus pandurata
- 蔓榕 Ficus pedunculosa
- 翅托榕 Ficus periptera
- 大头榕 Ficus petiolaris
- 多脉榕 Ficus polynervis
- 豆果榕 Ficus pisocarpa
- Ficus pongumphaii Chantaras. & Sungkaew[20]
- 钩毛榕 Ficus praetermissa Corner, 1960
- 平枝榕 Ficus prostrata (Wall. ex Miq.) Miq., 1867
- 褐叶榕 Ficus pubigera
- 球果山榕 Ficus pubilimba
- 绿岛榕 Ficus pubinervis
- 薜荔 Ficus pumila
- 舶梨榕 Ficus pyriformis
- 羊乳榕 Ficus sagittata
- 毛果榕 Ficus trichocarpa
- 聚果榕 Ficus racemosa
- 菩提树 Ficus religiosa
- 普文奇叶榕 Ficus repens
- 锈叶榕 Ficus rubiginosa
- 红茎榕 Ficus ruficaulis
- 心叶榕 Ficus rumphii
- 乳源榕 Ficus ruyuanensis
- 匍茎榕 Ficus sarmentosa
- 鸡嗉子榕 Ficus semicordata
- 棱果榕 Ficus septica
- 极简榕 Ficus simplicissima
- 缘毛榕 Ficus sinociliata
- 肉托榕 Ficus squamosa
- 竹叶榕 Ficus stenophylla
- 劲直榕 Ficus stricta
- 棒果榕 Ficus subincisa
- 笔管榕 Ficus subpisocarpa
- 假斜叶榕 Ficus subulata
- 华丽榕 Ficus superba
- 扫帚榕 Ficus sur
- 塔尔博特榕 Ficus talbotii
- 滨榕 Ficus tannoensis
- 地果 Ficus tikoua
- 金叶榕 Ficus thonningii
- 山猪枷 Ficus tinctoria
- 三角榕 Ficus triangularis
- 楔叶榕 Ficus trivia Corner, 1960
- 岩木瓜 Ficus tsiangii Merr. ex Corner, 1960
- 平塘榕 Ficus tuphapensis Drake, 1896
- 伞榕 Ficus umbellata Vahl, 1805
- 波缘榕 Ficus undulata Desf., 1815
- 越橘叶蔓榕 Ficus vaccinioides Hemsl. & King ex King, 1888
- 杂色榕 Ficus variegata Röding, 1798
- 变叶榕 Ficus variolosa
- 白肉榕 Ficus vasculosa
- 绒叶蔓榕 Ficus villosa
- 绿黄葛树 Ficus virens
- 岛榕 Ficus virgata
- 云南榕 Ficus yunnanensis

## 圖片集
- Ficus abutilifolia
- 高山榕Ficus altissima
- 班葉粗榕Ficus aspera
- 三角榕 Ficus deltoidea
- 牛奶榕Ficus erecta
- Ficus ilicina
- Ficus lutea
- Ficus mollis
- Ficus mauritiana
- Ficus pseudopalma
- 位於香港旺角的幹花榕Ficus variegata
- Ficus obliqua
- 象耳榕Ficus auriculata
- 粗榕果實Ficus aspera
- 位於紅鶴花園的菩提樹
- 位於紅鶴花園的菩提樹果實

## 註解
1. ↑  Jianfeng, Huang; Rui, Xu; Yanqiong, Peng. . Biodiversity Science. 2019, 27 (4): 457–467. doi:10.17520/biods.2018318.
2. ↑  Halevy, Abraham H., , CRC Press: 331, 1989  [2009-08-25], ISBN 9780849339165
3. ↑  Quigley's Plant identification 10:100
4. 1 2 3  Rønsted et al. （2005）
5. ↑  Harrison （2005）
6. ↑  Kislev et al. （2006a, b）, Lev-Yadun et al. （2006）
7. ↑   (PDF).   [2011-01-18]. （原始内容存档 (PDF)于2021-03-01）.
8. ↑  Armstrong, Wayne P. and Steven Disparti. 1998. A key to subgroups of dioecious* （gynodioecious） figs. 的存檔，存档日期2012-02-02.
9. ↑  Friis, Ib; Balslev, Henrik; Selskab, Kongelige Danske Videnskabernes, , Kgl. Danske Videnskabernes Selskab: 472, 2005  [2009-08-21], ISBN 9788773043042
10. ↑  Jstor.org
11. ↑  Berg & Corner （2005）
12. ↑  CRFG （1996）
13. ↑  Machado et al. （2001）
14. ↑  . GBIF.   [2023-02-12]. （原始内容存档于2023-02-09）.
15. ↑   B. Chantarasuwan; Y.-Q. Peng; P. Baas; J.-Y. Rasplus; B.-J. van Heuven and P.C. van Welzen. 2014. Ficus cornelisiana, A New Species of Ficus subsection Urostigma (Moraceae) from the Sino-himalayan region. Blumea - Biodiversity, Evolution and Biogeography of Plants. DOI: http://dx.doi.org/10.3767/000651914X681126
16. ↑  Brendan C. Wilde and Russell L. Barrett. 2021. Hiding in Plain Sight, Ficus desertorum (Moraceae), A New Species of Rock Fig for Central Australia. Telopea: Journal of Plant Systematics. 24; 283–301. DOI: 10.7751/telopea14668
17. ↑  . GBIF.   [2023-02-12]. （原始内容存档于2023-02-12）.
18. ↑  Zhen Zhang, Mei-Jiao Zhang, Jian-Hang Zhang, De-Shun Zhang and Hong-Qing Li. 2022. Ficus motuoensis (Moraceae), A New Species from southwest China. PhytoKeys. 206: 119-127.  DOI: 10.3897/phytokeys.206.89338
19. ↑  Huang, Jian,Su, Tao,Jia, Lin-Bo,et al. A fossil fig from the Miocene of southwestern China: Indication of persistent deep time karst vegetation[J]. REVIEW OF PALAEOBOTANY AND PALYNOLOGY,2018,258:133-145.
20. ↑  Bhanumas Chantarasuwan, Sarawood Sungkaew, Kanchana Pruesapan,  Pieter Baas and P.C. van Welzen. 2019. Ficus pongumphaii (Moraceae), A New Species from Thailand, Compared with the Ambiguous Species F. talbotii. Blumea - Biodiversity, Evolution and Biogeography of Plants. DOI:  10.3767/blumea.2019.64.02.02

## 外部連結
- Figweb （页面存档备份，存于） Major reference site for the genus Ficus
- Video: Interaction of figs and fig wasps （页面存档备份，存于） Multi-award-winning documentary
- Fruits of Warm Climates: Fig （页面存档备份，存于）
- California Rare Fruit Growers: Fig Fruit Facts （页面存档备份，存于）
- North American Fruit Explorers: Fig
- BBC: Fig fossil clue to early farming （页面存档备份，存于）
- La Photothèque PH.S., p. 45-47 : Numbers of Ficus pictures
- Wayne's Word: Sex Determination & Life Cycle in Ficus carica
- Figs 4 Fun: The Weird Sex Life of the Fig （页面存档备份，存于）
- Figs nutritional information

Video
- How the fig tree strangles other plants for survival in the rainforest （页面存档备份，存于）